# Doetinchem
Doetinchem é uma cidade e município no leste da Holanda. Está situado ao longo do rio Oude IJssel em uma parte da província de Guéldria chamada Achterhoek. O município tem 56.111 habitantes (1 de janeiro de 2010) e tem uma área de 79.67 km² (dos quais 1.50 km² é água).